# Mary Vaux Walcott
Mary Morris Vaux Walcott (Filadèlfia, 31 de juliol de 1860 – St. Andrews (Nova Brunswick), 22 d'agost de 1940) va ser una artista i naturalista estatunidenca famosa per les seves aquarel·les de flors de plantes silvestres.

## Vida

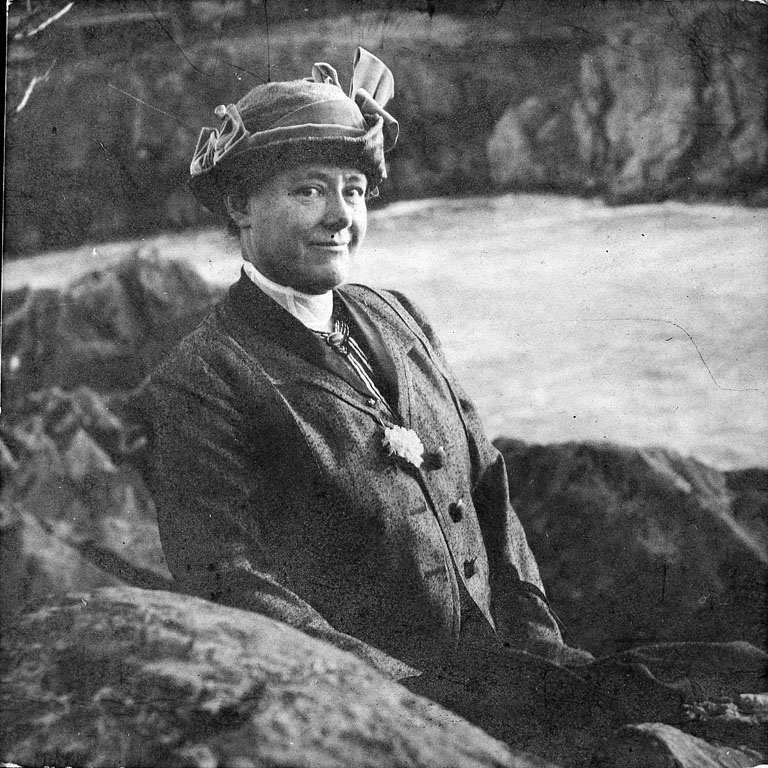
Mary Vaux Walcott, 1914

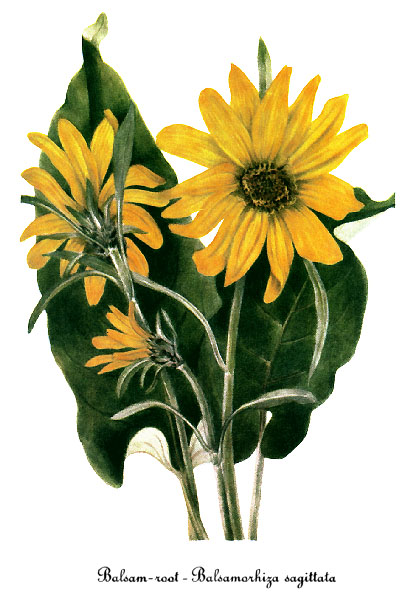
Pintura de Balsamorhiza sagittata (arrowleaf balsamroot) per Walcott

Mary Morris Vaux (Walcott és el cognom del seu marit) va néixer a Filadèlfia (Pennsilvània), en una família de quàquers benestant. Va anar a una escola quàquera i en acabar els estudis es va interessar per pintar a l'aquarel·la. Va començar a pintar flors silvestres que veia en els viatges que feia amb la família a les muntanyes Rocoses del Canadà. Durant aquells viatges d'estiu, ella i els seus germans estudiaven els minerals i registraven l'estat de les glaceres mitjançant dibuixos i fotografies. Els viatges a les muntanyes Rocoses canadenques van despertar el seu interès per la geologia.
El 1880, quan Vaux tenia dinou anys, va morir la seva mare i ella va haver de tenir cura del seu pare i dos germans més joves que ella. Des de 1887, gairebé cada estiu tornava amb els seus germans a la regió occidental del Canadà. Va arribar a ser una activa muntanyera i fotògrafa. Un estiu un botànic va demanar-li que pintés una rara espècie d'àrnica florida. El bon resultat obtingut va animar-la a dedicar-se a la il·lustració botànica. Durant molts anys va explorar les abruptes regions de les muntanyes Rocoses canadenques a la cerca d'espècies en flor per pintar. En un d'aquests viatges, Vaux va ser la primera dona que va fer el cim del Mount Stephen, una muntanya de 3.199 metres. El 1887, durant el seu primer viatge transcontinental amb tren, va escriure un diari de viatge dels quatre mesos que, amb la seva família, va passar fent trekking per l'oest americà i les muntanyes canadenques.
El 1914, Mary Vaux, que ja tenia 54 anys, es va casar amb el paleontòleg Charles Doolittle Walcott, un vidu que era secretari de la Smithsonian Institution. L'havia conegut set anys abans, durant una de les estades a Canadà, però des del primer moment el seu pare va oposar-se a aquella relació al·legant que el deure de la seva filla era tenir cura d'ell. En casar-se, la parella va establir-se a Washington i ella va col·laborar activament en els projectes del seu marit; va tornar amb ell a les muntanyes Rocoses diverses vegades i va continuar pintant flors silvestres. El 1925, el Smithsonian va publicar un recull d'unes 400 il·lustracions seves, acompanyades amb descripcions breus, en una obra de cinc volums titulada North American Wild Flowers (Flors silvestres nord-americanes). Pel càrrec del seu marit, Mary Vaux Wallcott va relacionar-se amb l'elit política i intel·lectual de Washington; sovint havia de presidir sopars amb membres del Govern i del cos diplomàtic, i assistia a recepcions a la Casa Blanca. Així és com va conèixer i establir una bona amistat amb Lou Henry Hoover, esposa del qui seria president Herbert Hoover. Tenien interessos comuns i, a més, els Hoover eran quàquers, com ella. El 1928, Hoover va guanyar les eleccions a la presidència dels Estats Units. Aleshores, ella era ja vídua; Charles Wallcott, que tenia deu anys més que ella, va morir de grip el febrer de 1927. El mateix any va morir també el seu germà George Vaux, que coordinava un consell federal de comissionats del Bureau of Indian Affairs (Oficina d'Afers Indis, BIA) i li van demanar que ella el substituís. De 1927 a 1932, amb un xofer, va viatjar extensament per tot l'Oest americà, visitant reserves d'indis nord-americans.
El 1933, va ser elegida presidenta de la Societat de Dones Geògrafes. El 1935, el Smithsonian va publicar un llibre amb il·lustracions de plantes carnívores nord-americanes, en el qual es van incloure 15 pintures de Walcott. Després de la mort del seu marit, el 1927, Walcott va establir la Medalla Charles Doolittle Walcott, en el seu honor. És un premi atorgat per algun treball de recerca sobre la vida i història de la Terra en el pre-Cambrià i el Cambrià. Mary Vaux Walcott va morir a St. Andrews (Nova Brunswick).
El 1936 va viatjar al Japó per visitar Mary Elkington Nitobe, amiga seva de tota la vida, quàquera i de Filadèlfia, com ella, que s'havia casat amb el diplomàtic japonès Inazo Nitobe, també quàquer. Excepte els viatges a Canadà, no havia sortit mai dels Estats Units. La secció de societat del Washington Post se'n va ressò i li va dedicar un llarg article.
L'agost de 1940, quan tenia pensat viatjar a Califòrnia per visitar la seva amiga Lou Hoover, Mary Vaux Wallcott va patir un ictus i el metge va prohibir-li fer un viatge tan llarg. Però sí que va viatjar a Nova Escòcia per visitar uns amics i durant la seva estada va morir una nit mentre dormia. Va ser enterrada al cementiri Rock Creek, de Washington, on també és enterrat el seu marit.

## En les seves pròpies paraules
Sobre la fotografia de camp:
«Una càmera és un auxiliar molt deliciós, perquè és agradable tenir alguns resultats tangibles per mostrar, a la tornada a casa. Una Kodak, si no és possible manejar cap altre instrument més gran, produeix resultats força satisfactoris, tot i que les imatges millors que es poden obtenir amb una càmera més gran són una delícia augmentada, quan hom té la paciència i habilitat per obtenir-les. Per canviar les plaques en el campament, es pot improvisar una tenda amb les mantes, i, si això és fer després de la posta del sol, és bastant satisfactori.»
Mary M. Vaux, escrivint a «Acampant a les Rocoses canadenques» en la revista Canadian Alpine Journal
Sobre la mesura de les glaceres:
«Les glaceres han de ser mesurades, i esperaré a utilitzar la càmera seriosament, i aconseguir tot el que pugui. La feina de l'últim estiu va ser un desastre pel que fa a resultats fotogràfics.»
Mary Vaux Walcott, Cartes a Charles Walcott, April 1, 1912.

## Llegat
La muntanya anomenada Mont Mary Vaux, en el Parc Nacional de Jasper, a Alberta (Canadà) porta aquest nom en record d'aquesta naturalista.

## Obres seleccionades
- North American Wildflowers, 5 vols., Smithsonian Institution, 1925, repub. 1988 ISBN 0-517-64269-7 0-517-64269-7
- 15 pintures en Illustrations of American Pitcherplants, Smithsonian Institution, 1935